# Saul Perlmutter
Saul Perlmutter (Champaign-Urbana, 1959) é um astrofísico estadunidense.

## Vida
Trabalha no Laboratório Nacional de Lawrence Berkeley e é professor do Departamento de Física da Universidade da Califórnia em Berkeley. Foi laureado com o Nobel de Física de 2011, juntamente com Adam Riess e Brian Schmidt, "pela descoberta da expansão acelerada do universo mediante observações de supernovas distantes".

## Trabalho
Perlmutter dirige o Supernova Cosmology Project no Lawrence Berkeley National Laboratory. Foi essa equipe, juntamente com a High-Z Supernova Search Team, liderada por Riess e Schmidt, que encontrou evidências da expansão acelerada do universo com base na observação de supernovas do Tipo Ia no universo distante. A supernova tipo Ia ocorre sempre que uma estrela anã branca ganha massa adicional suficiente para passar acima do limite de Chandrasekhar, geralmente roubando massa adicional de uma estrela companheira. Uma vez que se acredita que todas as supernovas tipo Ia ocorrem essencialmente da mesma maneira, elas formam uma vela padrão cujo intrínseco pode-se assumir que a luminosidade é aproximadamente a mesma em todos os casos. Ao medir a luminosidade aparente da explosão da Terra, os pesquisadores podem inferir a distância da supernova. A comparação dessa distância inferida com o aparente desvio para o vermelho da explosão permite ao observador medir tanto a distância quanto a velocidade relativa da supernova.
O Supernova Cosmology Project concluiu que essas supernovas distantes estavam recuando mais rapidamente do que seria esperado devido apenas à expansão do Hubble e, por inferência, a expansão do universo deve ter sido acelerada ao longo dos bilhões de anos desde que as supernovas ocorreram. A equipe High-Z também chegou a uma conclusão semelhante. Os relatórios das duas equipes foram publicados com semanas de diferença, e suas conclusões foram prontamente aceitas pela comunidade científica devido a teorias corroborantes. Esta conclusão foi posteriormente apoiada por outras linhas de evidência. Essas descobertas revigoraram a pesquisa sobre a natureza do universo e, especialmente, sobre o papel da energia escura. Por este trabalho, Perlmutter recebeu o Prêmio Nobel de Física de 2011, compartilhado com Riess e Schmidt.
Perlmutter também é investigador principal do projeto Supernova/Acceleration Prob , que visa construir um satélite dedicado a encontrar e estudar mais supernovas no universo distante. O objetivo é determinar com mais precisão a taxa na qual o universo está acelerando. Ele também é participante do projeto Berkeley Earth Surface Temperature, que visa aumentar nossa compreensão do aquecimento global recente por meio de análises aprimoradas de dados climáticos.

## Relatórios técnicos e procedimentos de conferências/eventos
- Perlmutter, S., et al. "Progress Report on the Berkeley/Anglo-Australian Observatory High-redshift Supernova Search", Lawrence Berkeley National Laboratory, (Nov. 1990).
- Perlmutter, S., et al. "Discovery of the Most Distant Supernovae and the Quest for {Omega}", Lawrence Berkeley National Laboratory, (May 1994).
- Perlmutter, S., et al. "Discovery of a Supernova Explosion at Half the Age of the Universe and its Cosmological Implications", Lawrence Berkeley National Laboratory, (Dez. 16, 1997).
- Perlmutter, S., et al. "The Distant Type Ia Supernova Rate", Lawrence Berkeley National Laboratory, (Mai. 28, 2002).
- Perlmutter, S., et al. "The Supernova Legacy Survey: Measurement of Omega_M, Omega_Lambda, and w from the First Year Data Set", Lawrence Berkeley National Laboratory, (Out. 14, 2005).
- Perlmutter, S. "Supernovae, Dark Energy and the Accelerating Universe: How DOE Helped to Win (yet another) Nobel Prize", Lawrence Berkeley National Laboratory, (Jan. 13, 2012).